# タビナス・ポール・ビスマルク
タビナス・ポール・ビスマルク（英語: Paul Bismarck Tabinas、2002年7月5日 - ）は、東京都新宿区出身のプロサッカー選手。ポジションはディフェンダー。
Jリーグでの登録名はミドルネームのビスマルク。

## 経歴
FC WASEDA、FCトリプレッタから青森山田高校へ進学。3年生で出場した第99回全国高等学校サッカー選手権大会では準優勝に終わるが、優秀選手の一人に選出された。2021年、いわてグルージャ盛岡に入団。
2022年10月29日、道路交通法違反（酒気帯び運転）により警察に任意捜査を受けたことを受け、10月31日付で契約解除となり、同乗者の加々美登生も厳重注意処分となった。
盛岡との契約解除でビザの更新が不可能となり、日本を出国してフィリピンに入国。約8ヶ月間の無所属期間を経てプルヴァNL（クロアチア2部）のHNKヴコヴァル1991に加入し、2023年9月2日、プルヴァNL第4節HNKツィバリア・ヴィンコヴツィ戦でピッチに復帰した。続く第5節NKセスヴェテ戦では初アシストを記録し、これが決勝点となった。以降、右サイドバックのレギュラーに定着した。2024年10月7日にはヴコヴァルと2026年夏まで契約延長。2024-25シーズンはクラブのリーグ優勝とHNL（クロアチア1部）昇格に貢献した。

### 代表
2022年12月、ベトナム代表との親善試合でフィリピン代表として初出場。

## 私生活
- ガーナ人の父親とフィリピン人の母親の元、東京都で生まれ育った。実兄のジェファーソンもフィリピン代表のプロサッカー選手である[6]。

## 所属クラブ
- FC WASEDA
- FCトリプレッタ
- 青森山田高校
- 2021年 - 2022年  いわてグルージャ盛岡
- 2023年 -  HNKヴコヴァル1991（英語版）

## 個人成績
| 国内大会個人成績 | 国内大会個人成績 | 国内大会個人成績 | 国内大会個人成績 | 国内大会個人成績 | 国内大会個人成績 | 国内大会個人成績 | 国内大会個人成績 | 国内大会個人成績 | 国内大会個人成績 | 国内大会個人成績 | 国内大会個人成績 |
| 年度             | クラブ           | 背番号           | リーグ           | リーグ戦         | リーグ戦         | リーグ杯         | リーグ杯         | オープン杯       | オープン杯       | 期間通算         | 期間通算         |
| 年度             | クラブ           | 背番号           | リーグ           | 出場             | 得点             | 出場             | 得点             | 出場             | 得点             | 出場             | 得点             |
| 日本             | 日本             | 日本             | 日本             | リーグ戦         | リーグ戦         | リーグ杯         | リーグ杯         | 天皇杯           | 天皇杯           | 期間通算         | 期間通算         |
| ---------------- | ---------------- | ---------------- | ---------------- | ---------------- | ---------------- | ---------------- | ---------------- | ---------------- | ---------------- | ---------------- | ---------------- |
| 2021             | 岩手             | 26               | J3               | 15               | 1                | -                | -                | 1                | 1                | 16               | 2                |
| 2022             | 岩手             | 26               | J2               | 26               | 1                | -                | -                | 1                | 0                | 27               | 1                |
| 通算             | 日本             | 日本             | J2               | 26               | 1                | -                | -                | 1                | 0                | 27               | 1                |
| 通算             | 日本             | 日本             | J3               | 15               | 1                | -                | -                | 1                | 1                | 16               | 2                |
| 総通算           | 総通算           | 総通算           | 総通算           | 41               | 2                | -                | -                | 2                | 1                | 43               | 3                |

出場歴
- Jリーグ初出場 - 2021年3月28日 J3 第3節 AC長野パルセイロ戦（いわぎんスタジアム）
- Jリーグ初得点 - 2021年6月6日 J3第10節 藤枝MYFC戦（いわぎんスタジアム）

## 代表歴

### 試合数
- 国際Aマッチ 10試合 0得点（2022年-）[9]

| フィリピン代表 | 国際Aマッチ | 国際Aマッチ |
| 年             | 出場        | 得点        |
| -------------- | ----------- | ----------- |
| 2022           | 1           | 0           |
| 2023           | 0           | 0           |
| 2024           | 9           | 0           |
| 通算           | 10          | 0           |